# Голицын, Павел Алексеевич
Князь  Павел Алексеевич Голицын  (8 декабря 1782 — 22 декабря 1849) — полковник, камергер и гофмейстер из рода Голицыных.

## Биография
Сын ярославского вице-губернатора князя Алексея Петровича Голицына (1752—1811) от второго брака с Екатериной Ивановной Богдановой (1752—1803). В 1797 году поступил в Сенатскую юнкерскую школу, а через два года за отличные успехи пожалован коллегии-юнкером и определён в VI департамент Сената. В 1803 году поступил эстандарт-юнкером в Кирасирский Военного Ордена полк и в следующем году произведён в корнеты. С Орденским полком он участвовал в кампании 1805 и 1806 годов и за дело под Голыминым (14 декабря 1806 года) получил Всемилостивейшую благодарность.
20 апреля 1807 года переведён в Кавалергардский полк с назначением адъютантом к генерал-адъютанту И. В. Васильчикову. Участвовал в делах: под Алленштейном (21 января), Вольсдорфом (23 января), Ландсбергом (25 января), Пресиш-Эйлаусском бою (26 и 27 января), при Петерсдорфе (24 мая) и при Гутштате (25 мая), где он был награждён орденом Святого Владимира 4-й степени с бантом. Во время этой атаки Голицын был ранен в ногу и контужен. Затем он принимал участие в сражении под Фридландом. В 1810 году произведён в поручики, а в январе 1812 года в чине штабс-ротмистра по болезни вышел в отставку. В октябре того же года вновь поступил на службу ротмистром в Ахтырский гусарский полк. Принимал участие в кампаниях 1812—1814 годов: сперва с полком, а с 1813 года — старшим адъютантом 4-го кавалерийского корпуса.
За отличия в Малоярославецком сражении и при Красном награждён орденом Святой Анны 2 степени и прусским орденом Pour le Mérite. За дело при Бриене и сражение при Ла-Ротьере награждён золотой саблей. 9 сентября 1814 года за отличие переведён в лейб-гвардии Гусарский полк в чине подполковника. В ноябре того же года уволен в отставку в чине полковника с мундиром. В 1816 году назначен состоять при московском генерал-губернаторе по особым поручениям, с переименованием в коллежские советники и пожалован в звание камергера.
В 1828 году назначен попечителем Калинкинской больницы. В 1830 году он был произведён в действительные статские советники и получил звание гофмейстера. Скончался в 1849 году от апоплексического удара, похоронен в усадьбе Троицкое-Кайнарджи под Москвой.

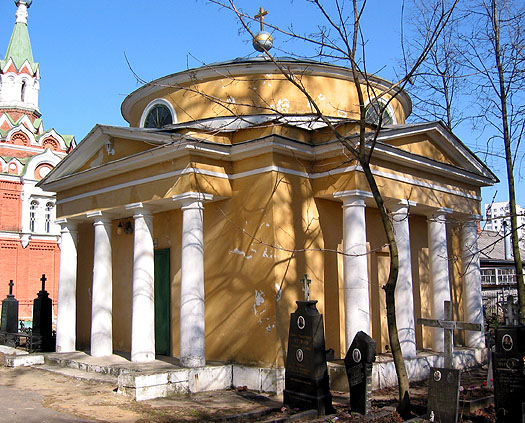
Усыпальница Румянцевых — Голицыных в усадьбе Троицкое-Кайнарджи.

## Семья
Жена (с 24 октября 1811 года) — Варвара Сергеевна Кагульская (04.01.1791—24.08.1875), незаконная дочь (воспитанница) графа Сергея Петровича Румянцева (1755—1838) от связи его с Анастасией Николаевной Нелединской-Мелецкой (1754—1803). Венчались в Петербурге в Симеоновской церкви на Моховой, поручителями были — Н. П. Румянцев и граф П. В. Завадовский. В обществе княгиня Голицына была известна под именем «princessa Babetta», отличалась умом и редким душевным качеством, с 1830 по 1834 года состояла председательницей Патриотического общества. Имела большое состояние, подаренное ей отцом её. В качестве приданого получила часть села Троицкое-Кайнарджи, где и похоронена рядом с отцом и мужем. Имели детей:
- Зинаида Павловна (1813—1879[источник не указан 1000 дней]), замужем за князем Н. А. Щербатовым.
- Николай Павлович (1.10.1816[3]—11.10.1886[4]), после продажи своего имения в 1861 году постоянно проживал в Гейдельберге, умер от кровоизлияния мозга, похоронен в селе Троицкое.
- Сергей Павлович (1815—1888), генерал-адъютант, деятель крестьянской реформы.
- Михаил Павлович (22.11.1817[5]—1820), крещен 25 ноября 1817 года в Исаакиевском соборе при восприемстве графа Н. Н. Головина и сестры Зинаиды.
- Ольга Павловна (03.05.1819[6]—1886), крещена 27 июня 1819 года в Исаакиевском соборе при восприемстве А. Н. Баранова и Е. И. Власовой; замужем за полковником Павлом Петровичем Чичериным (1814—1875), сыном П. А. Чичерина.
- Варвара Павловна (2.12.1821[7] — 5.11.1857[8]), с 29.4.1838[9] года замужем за полковником Василием Сергеевичем Шереметевым (1811—1871), братом Екатерины и графини Анны Шереметевых.
- Август Павлович (25.05.1823[10]— ?),
- Михаил Павлович (30.03.1822—05.03.1868[11]), генерал-адъютант, женат (с 13 ноября 1857 года)[12] на графине Александре Васильевне Гудович. Умер в Петербурге от затвердения в левом паху, похоронен в Сергиевой пустыни.
- Мария Павловна (1826—1881), с 1843 года замужем за Владимиром Яковлевичем Скарятиным (1812—1870), егермейстер, погиб от случайного выстрела на охоте.
- Павел Павлович (04.01.1828—1882), крещен 15 января 1828 года в Симеоновской церкви, крестник князя П. И. Мещерского и тетки родной З. С. Дивовой[13], вступил на службу в 1845 году корнетом.

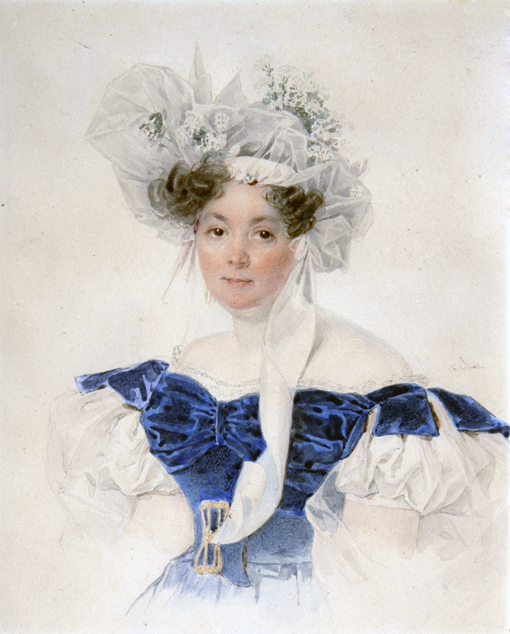
Варвара Сергеевна, жена
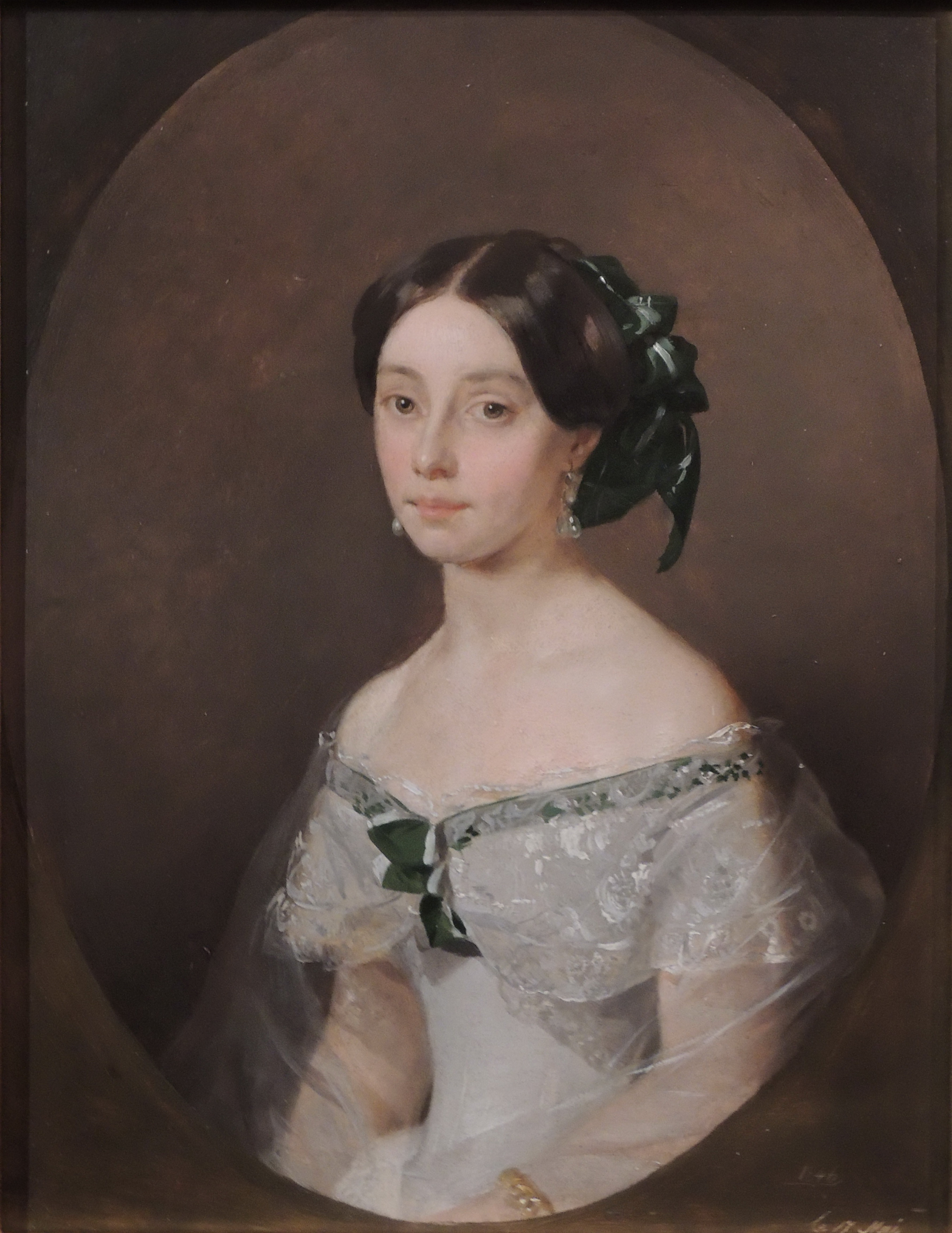
Варвара Павловна, дочь
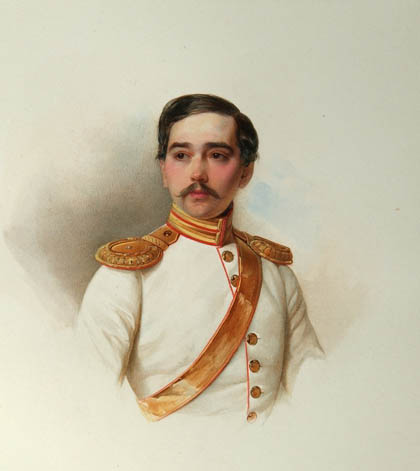
Павел Павлович, сын